# Гамгюсар, Аликули
Аликули Гамгюсар (азерб. Əliqulu Məşədi Ələkbər oğlu Nəcəfov (Əliqulu Qəmküsar), настоящее имя — Аликули Наджафов; 24 мая 1880, Нахичевань, Нахичеванский уезд — 14 марта 1919, Тифлис, Грузинская Демократическая Республика) — азербайджанский поэт и журналист, публицист, общественный деятель. Видный представитель революционно-сатирического направления азербайджанской литературы.

## Биография
Аликули Алекпер оглы Наджафов (Аликули Гамгюсар) родился 24 мая 1880 года в Нахичевани. Его дед по материнской линии, Мешади Асад писал стихи под псевдонимом «Маддах», дядя — один из известных писателей Нахичевани, Магомед Гусейн Наджафов.
С 8 лет Аликули изучал в духовной школе арабский и персидский языки. Ещё учась в школе, он начал писать свои первые стихи. В 1892 году поступил в трехклассную русскую школу. В 1896 году по причине болезни отца его обучение прерывается. Некоторое время прожил в Тебризе и Хорасане, затем жил в Нахичевани, в Джульфе. Писал стихи и статьи в журнале «Молла Насреддин», в газетах и журналах издававшихся в Баку, в таких как «Хайят» и «Иршад». В 1912 году переехал в Тифлис и вместе с Мирза Джалилом принимал участие в издании журнала «Молла Насреддин». В 1916 году издание журнала было временно приостановлено. Гамгюсар с Мирза Джалилом отправляются в путешествие, ставят комедию «Мертвецы» в Баку, Дагестане, Самарканде, Ташкенте, в городах вдоль Волги. В этом спектакле Гамгюсар мастерски сыграл роль Шейха Насруллы. С 1917 года стихи и фельетоны Гамгюсара публиковались в выходящей в Тифлисе газетах «Ал байраг» и «Гяляджяк». В своих произведениях Гамгюсар резко критиковал буржуазно-помещичий строй, колониальную политику царизма, боролся против невежества, религиозного фанатизма. Поэт приветствовал национально-освободительное движение народов Ближнего Востока — в стихотворении «Англия» разоблачается политика британских колонизаторов.
14 марта 1919 года Гамгюсар был убит меньшевиками. Похоронен в Тифлисе.